# Ligne de Carhaix à Loudéac
La ligne de Carhaix à Loudéac est une ligne de chemin de fer française à voie unique, à écartement métrique non électrifiée faisant partie de l'ancien Réseau breton, située dans le département des Côtes-du-Nord et le département du Finistère.

## Histoire
La loi du 17 juillet 1879 (dite plan Freycinet) portant classement de 181 lignes de chemin de fer dans le réseau des chemins de fer d’intérêt général retient en n° 71, une ligne de « La Brohinière à la ligne de Châteaulin à Landerneau, par Loudéac et Carhaix ». La ligne de Carhaix à Loudéac est déclarée d'utilité publique par une loi le 3 août 1881.

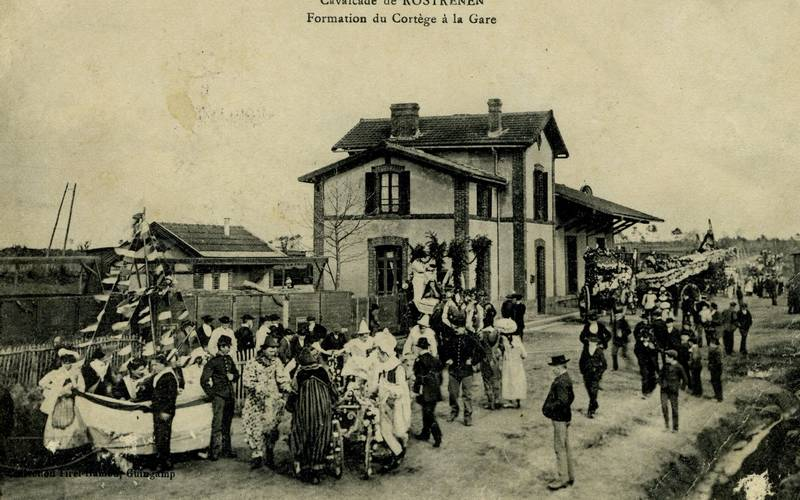
Gare de Rostrenen.

Elle est concédée à titre définitif par l'État à la Compagnie des chemins de fer de l'Ouest par une convention signée entre le ministre des Travaux publics et la compagnie le 17 juillet 1883. Cette convention est approuvée par une loi le 20 novembre suivant.
L'exploitation est assurée par la  Société générale des chemins de fer économiques (SE) avec laquelle la compagnie de l'Ouest signe le 5 mars 1886, une convention d'affermage pour l'exploitation des lignes du réseau breton. Cette convention a été approuvée par décret le 5 mars 1887.
La ligne est ouverte le  15 mai 1898 entre Carhaix et Rostrenen et le 17 août 1902 entre Rostrenen et Loudéac. Elle  constitue la ligne no 4 du Réseau Breton. Elle est fermée au trafic voyageurs  le 10 avril 1967.
Actuellement la ligne est transformée en voie verte.

## Tracé
La ligne à une longueur de 71,713 kilomètres. Elle a son origine en gare de Carhaix puis dessert Maël-Carhaix. Elle atteint ensuite la gare de Rostrenen, dessert ensuite Gouarec, puis se dirige vers Mûr-de-Bretagne, Caurel et Loudéac, où elle rejoint la  ligne de Saint-Brieuc à Pontivy et la ligne de Loudéac à La Brohinière.

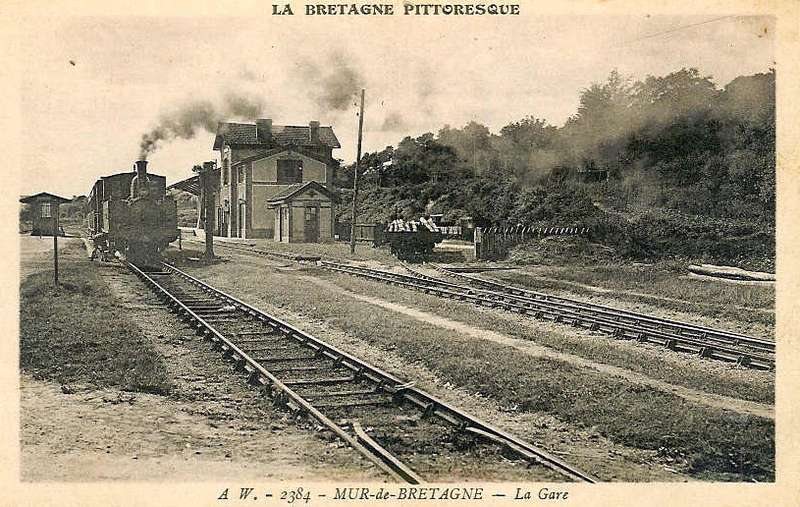
Gare de Mûr-de-Bretagne.
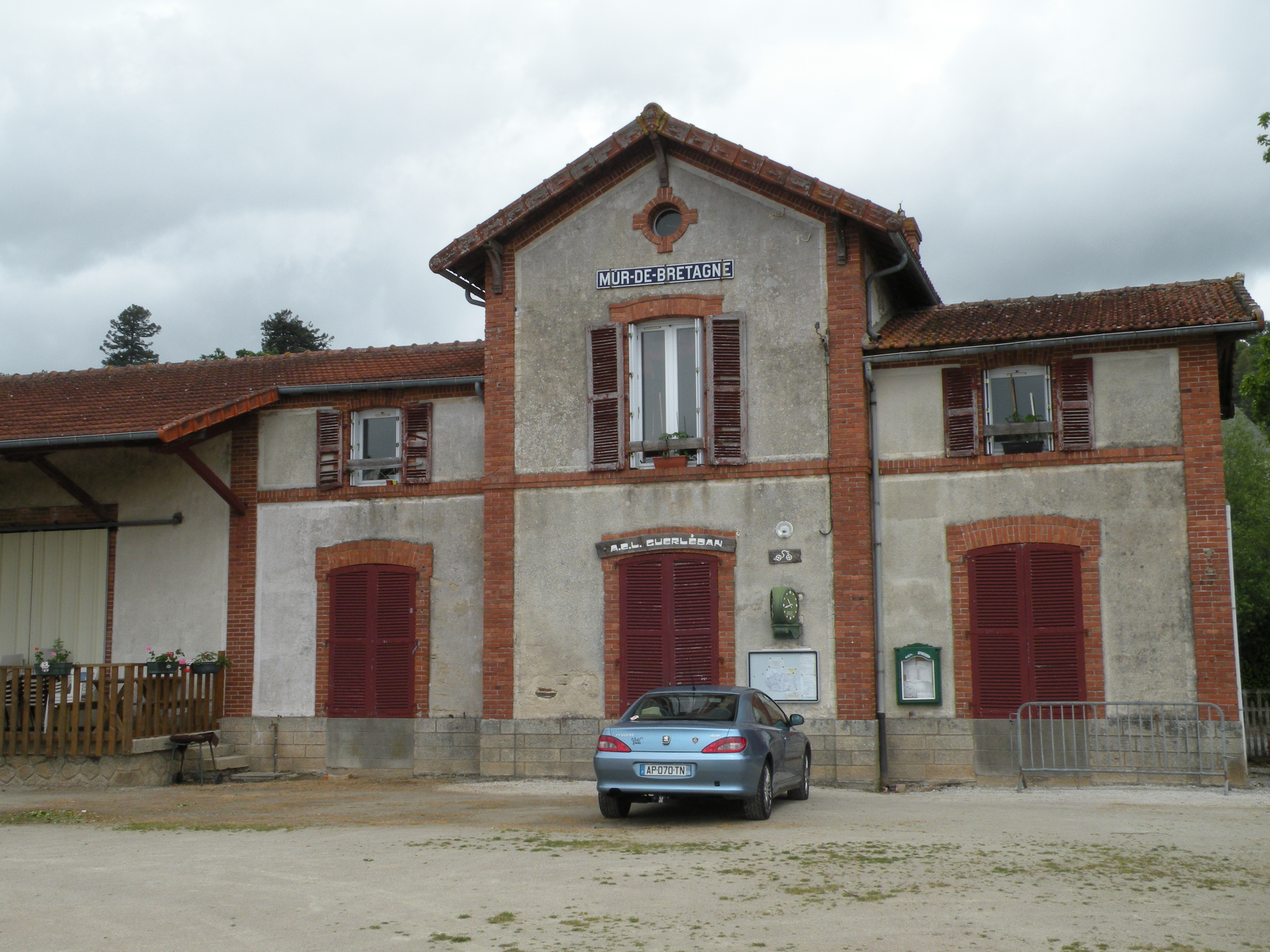
Gare de Mûr-de-Bretagne dans son état actuel.
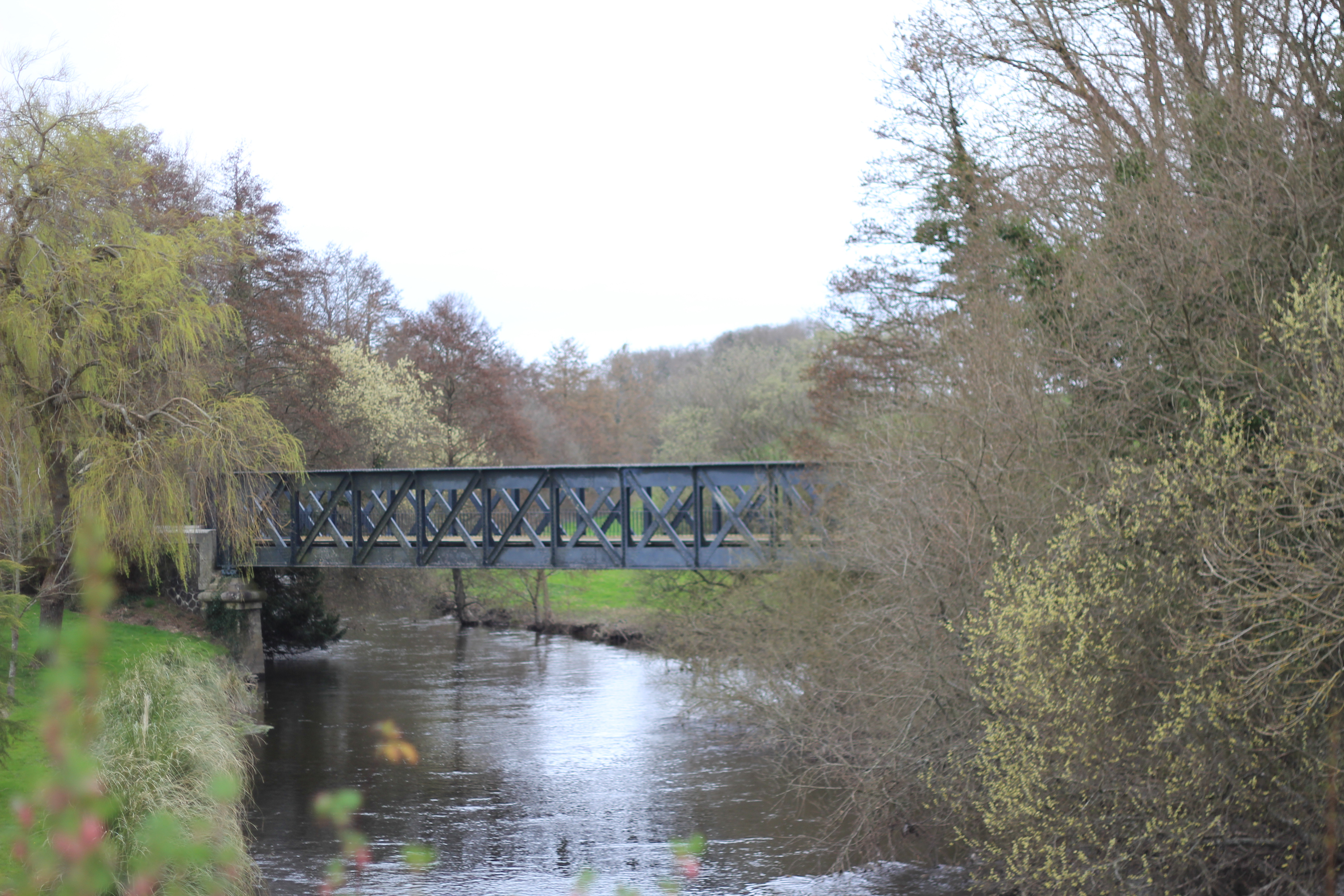
Gouarec - pont métallique.
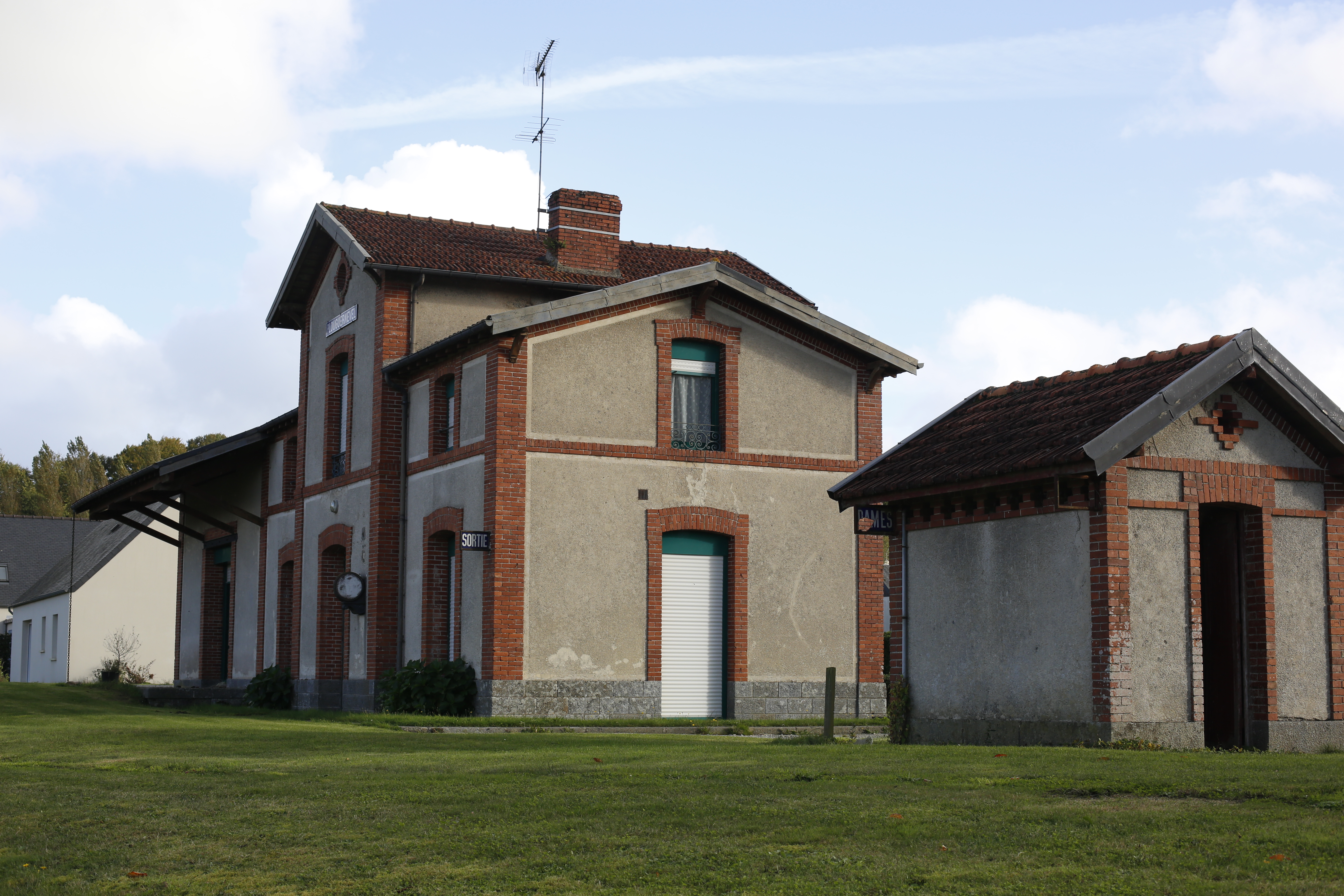
Gare de Plouguernével.
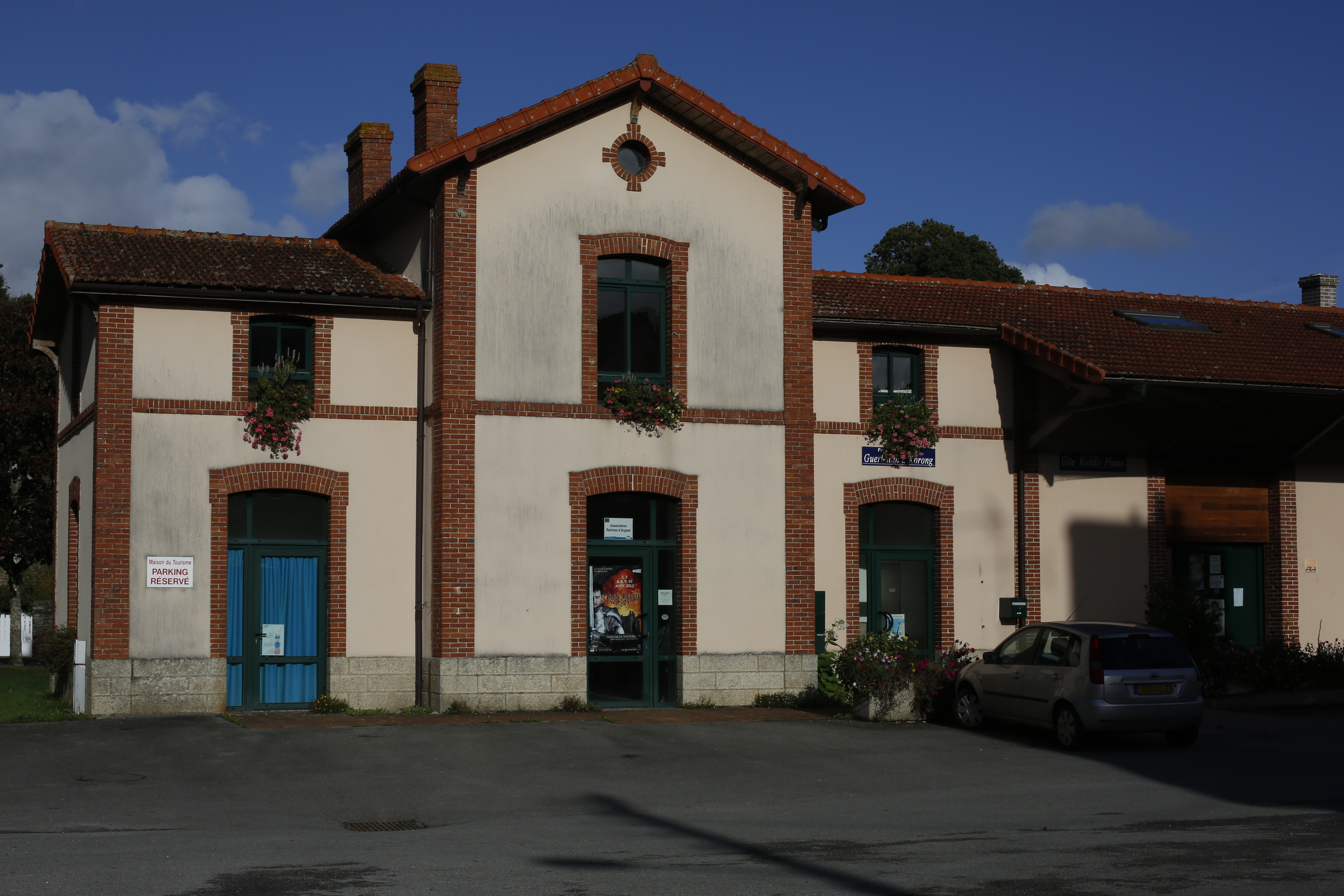
Gare de Gouarec.
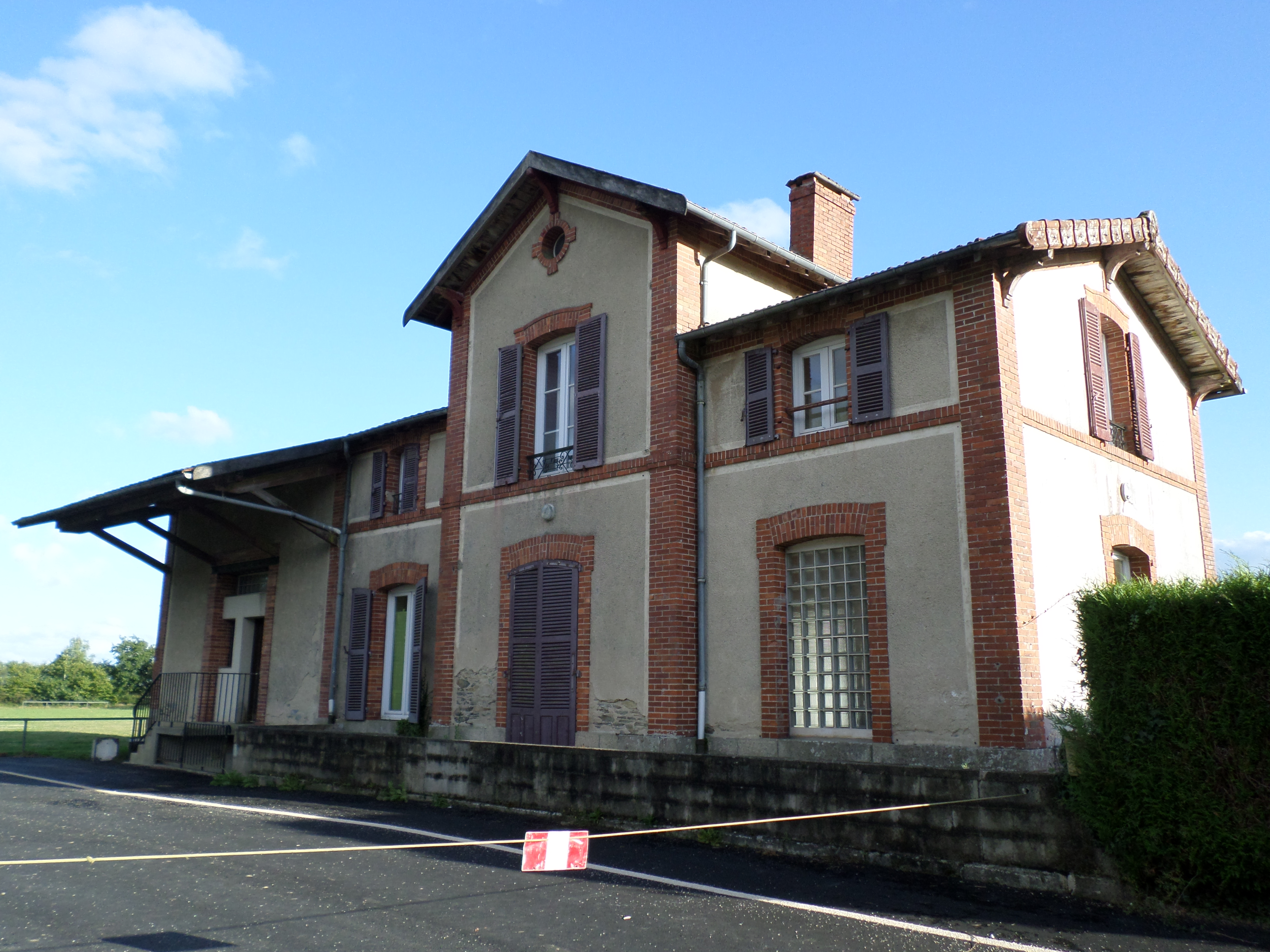
Gare de Caurel.